# Mistrovství Československa jednotlivců na klasické ploché dráze 1958
Mistrovství Československa jednotlivců na klasické ploché dráze 1958 se skládalo z 4 závodů.

## Závody
- Z1 = Přerov - 29. 6. 1958;
- Z2 = Žatec - 4. 8. 1958;
- Z3 = Slaný - 23. 8. 1958;
- Z4 = Kyjov - 31. 8. 1958;

## Celkové výsledky
| Pořadí | Jméno             | Klub              | Body    | Body celkem |
| ------ | ----------------- | ----------------- | ------- | ----------- |
| 1.     | Richard Janíček   | Rudá hvězda Praha | 6,3,6,6 | 18          |
| 2.     | Luboš Tomíček     | Rudá hvězda Praha | 4,6,4,3 | 14          |
| 3.     | Zdeněk Dominik    | Ostrava           | 2,1,3,0 | 6           |
| 4.     | František Richter | Karlovy Vary      | 0,0,2,4 | 6           |
| 5.     | Miloslav Špinka   | Pardubice         | 3,0,0,2 | 5           |
| 6.     | Jaroslav Volf     | Ústí nad Labem    | 0,4,0,0 | 4           |
| 6.     | Bohumír Bartoněk  | Rudá hvězda Praha | 0,2,0,0 | 3           |
| 7.     | Libor Dušánek     | Ostrava           | 0,0,1,1 | 2           |
| 8.     | Jaroslav Machač   | Rudá hvězda Praha | 1,0,0,0 | 1           |